# 北金ヶ沢のイチョウ
北金ヶ沢のイチョウ（きたかねがさわのイチョウ）は、青森県西津軽郡深浦町にあるイチョウの巨樹。北金ヶ沢の大イチョウとも。

## 概要
所在地は、深浦町北金ケ沢字塩見形356であり、日本海に面した深浦町の北部に位置する北金ヶ沢地区の海岸線からおよそ200メートル内陸に入った段丘崖の下に生育している。
樹高は31メートルである。ただし、40メートルとしている資料もある。目通り幹周は22メートルあり、環境省が2001年に実施した巨樹・巨木林調査においてイチョウの中では全国第1位と認定され、日本で最大のイチョウとして知られている。樹齢は1000年以上とされるが、環境省自然環境局は300年以上としている。樹形や樹勢は良好である。

## 由来

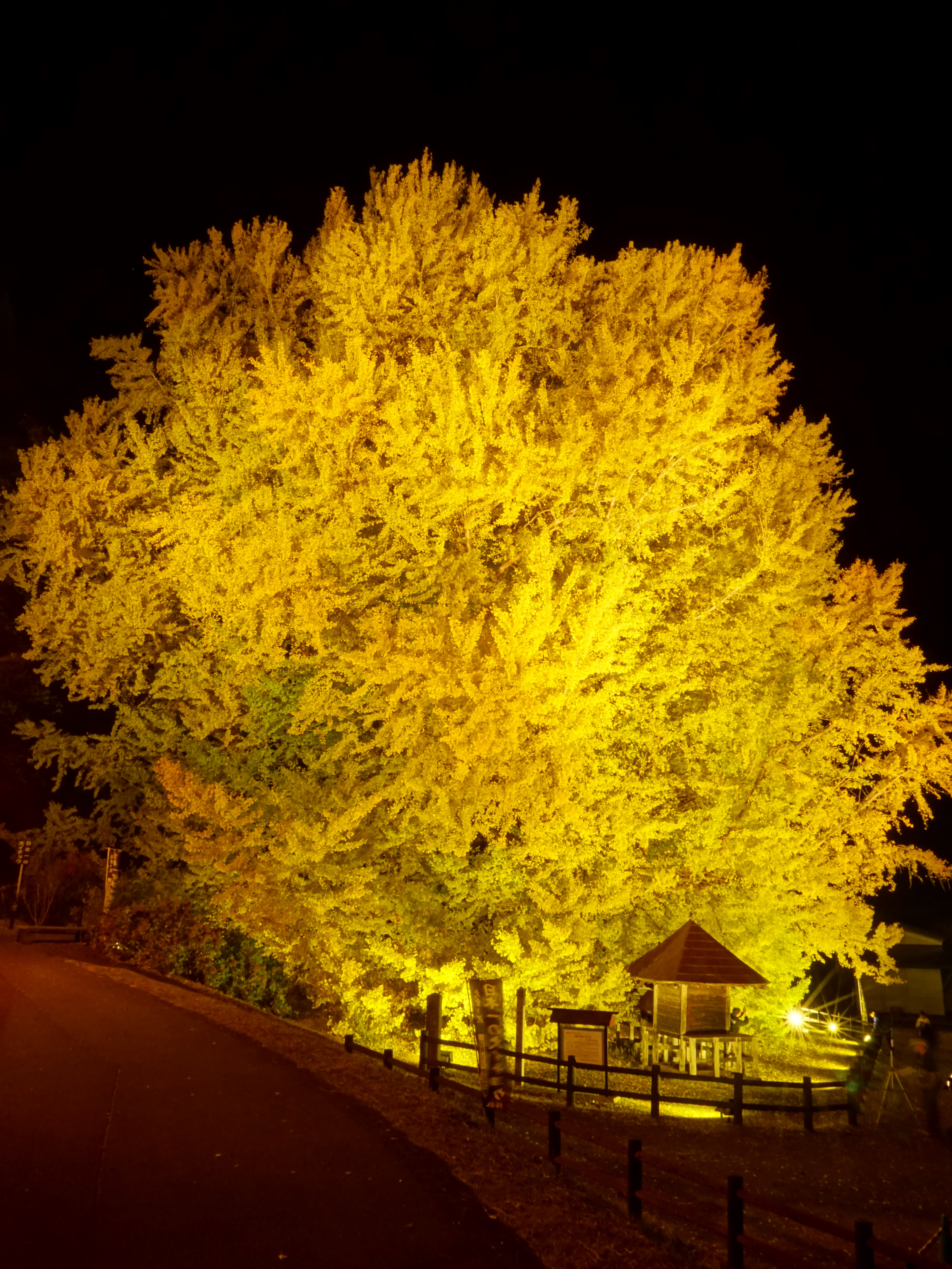
ライトアップの様子（2019年）

神木として古くより崇拝信仰されており、人間の乳房または鍾乳石に似た形をした数多くの気根が垂れ下がっており、気根を触ると母乳の出が良くなり赤子を肥やすと言い伝えられていることから、母乳の出の良くない女性たちの信仰の対象として、垂乳根の公孫樹（たらちねのいちょう）とも呼ばれている。
昭和50年代ごろまでは、北海道や秋田県などから母乳の出にくい女性たちが願掛けに訪れて、米や神酒を気根に供えて祈るという習わしが行われていたといわれている。
2003年7月2日に深浦町の巨樹・古木に指定されている。2004年9月30日に国指定の天然記念物に指定されている。深浦町は2012年から毎年、このイチョウが黄葉する11月上旬から下旬の期間に〈ビッグイエロー〉と称して夜間のライトアップを実施している。

## 交通アクセスと周辺
東日本旅客鉄道（JR東日本）五能線の北金ケ沢駅から徒歩10分。
北金ヶ沢のイチョウから南東に1キロメートルほどのところには、折曽のイチョウまたは関のイチョウと呼ばれる巨樹があり（北緯40度44分27.4秒 東経140度06分03.4秒 / 北緯40.740944度 東経140.100944度）、折曽のイチョウから南に100メートルほどのところには、関の甕杉と呼ばれる巨樹がある（北緯40度44分24.5秒 東経140度06分04.6秒 / 北緯40.740139度 東経140.101278度）。

## ギャラリー

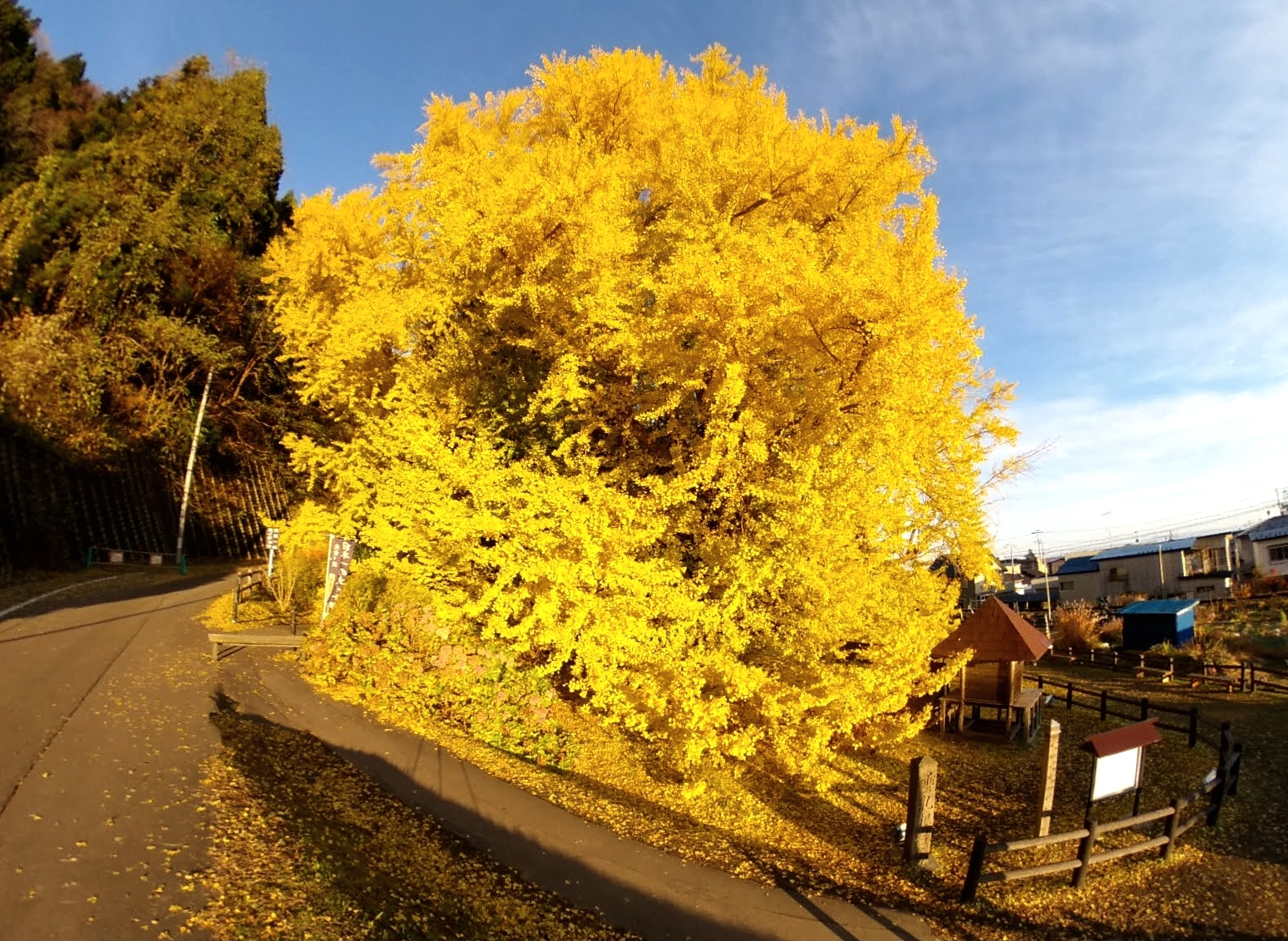
黄葉（朝）
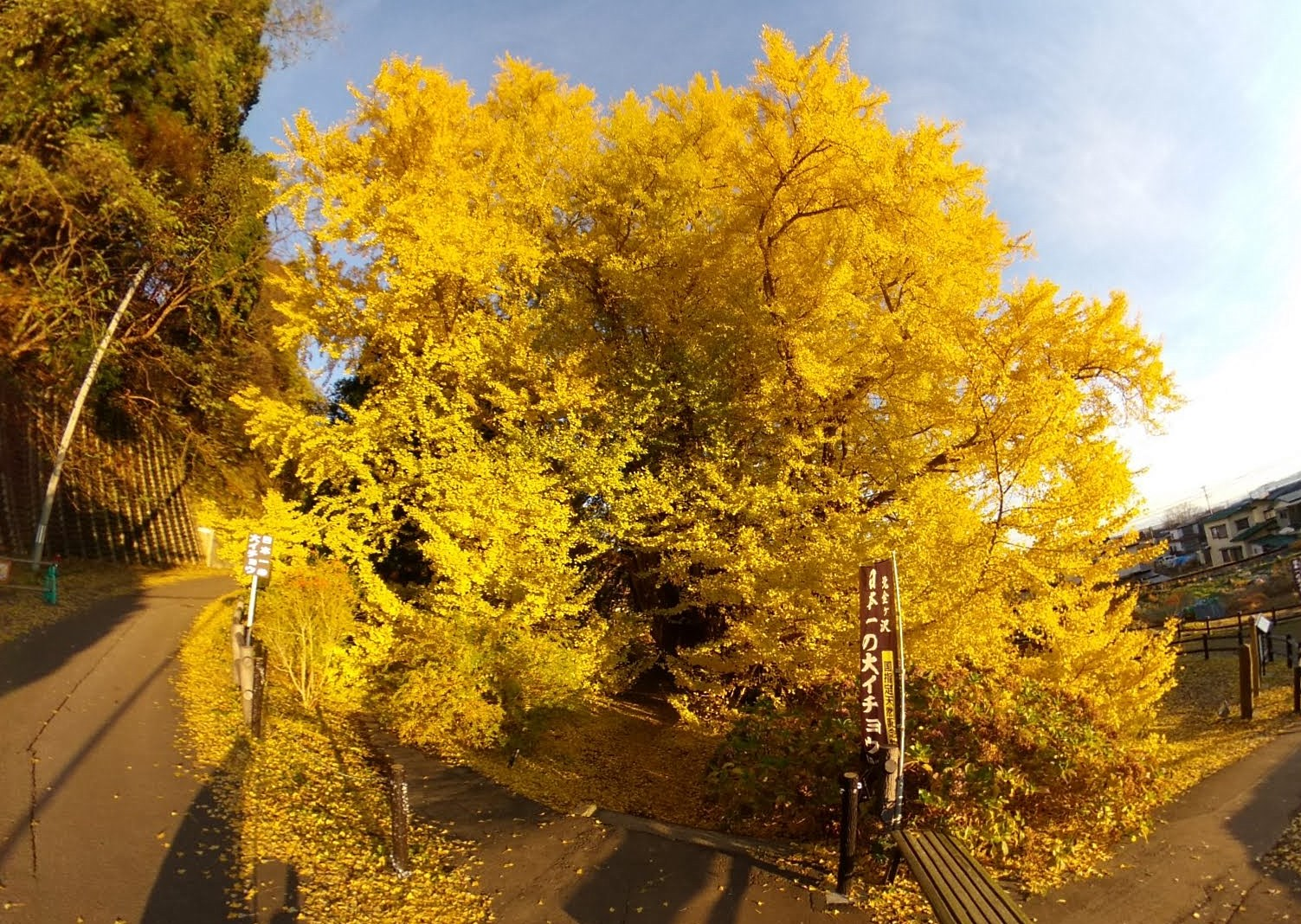
黄葉（朝）根元への入口
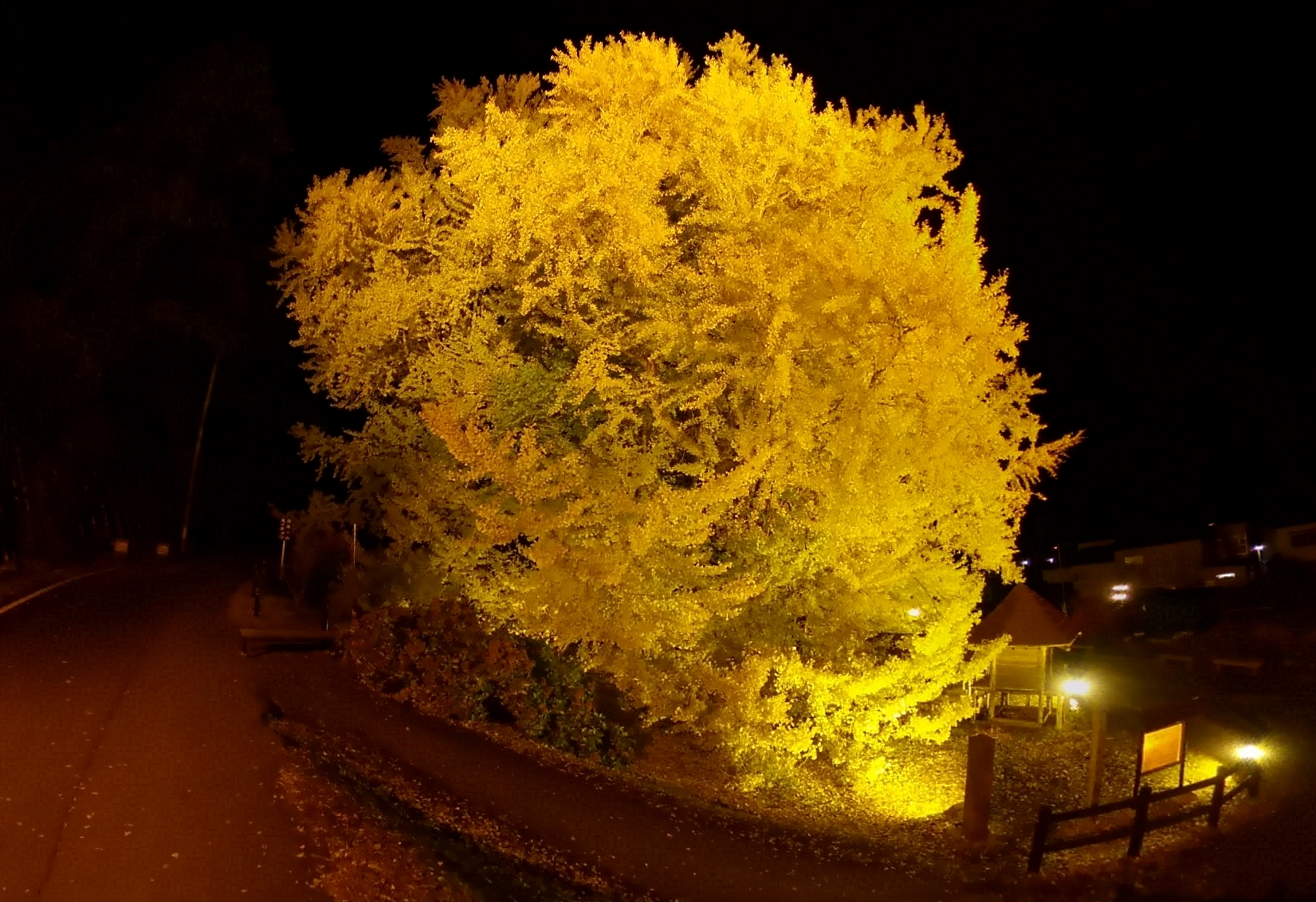
黄葉（夜、全景）
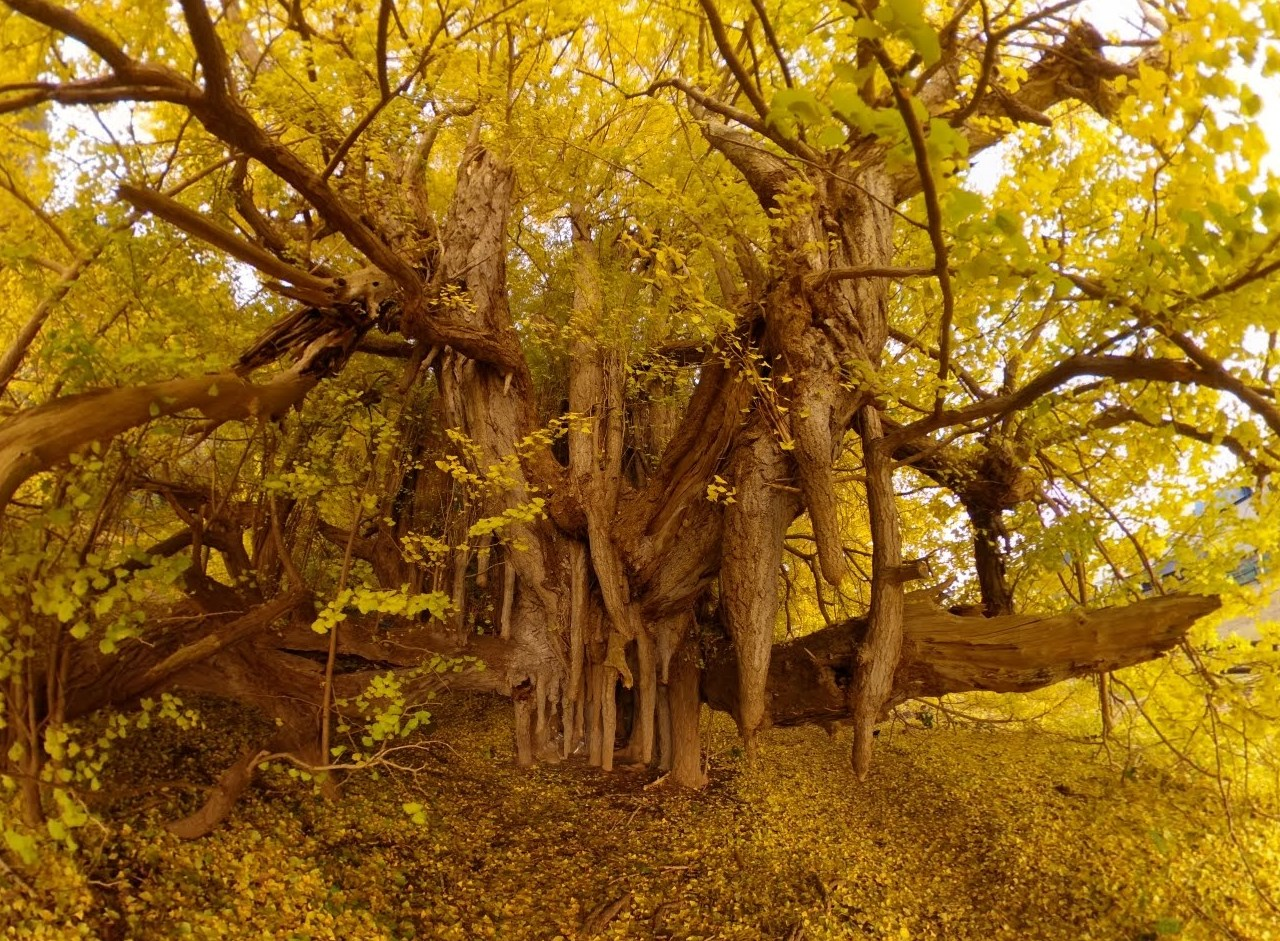
黄葉（気根）